# Sacco e fuoco
Sacco e fuoco è un album discografico di Teresa De Sio.

## Tracce
1. A morte e zi' Frungillo (2:34) (Carlo d'Angiò)
2. Sacco e fuoco (3:58) (Teresa De Sio)
3. Non tengo paura (4:13) (Teresa De Sio)
4. A figlia d'o rre (4:28) (Teresa De Sio)
5. AmèN (3:31) (Teresa De Sio)
6. Ukullelle (4:07) (Teresa De Sio)
7. Due ore al giorno (3:56) (Teresa De Sio)
8. Ninna nanna (4:12) (Teresa De Sio)
9. Vulesse addeventare (4:21) (Teresa De Sio)
10. Lu Tambureddu (3:02) (D. Modugno/R. Romagnoli - D.Modugno)
11. Brigate di frontiera (5:00) (Teresa De Sio) (bonus track)

## Formazione
- Teresa De Sio - voce, chitarra acustica, tamorra
- Max Rosati - chitarra acustica, chitarra a 12 corde, chitarra elettrica, chitarra classica
- Giuseppe De Trizio - mandolino
- Umberto Papadia - percussioni, cori, tamorra
- Mario Guarini - basso
- Fred Casadei - basso
- Luca Trolli - batteria
- Vito De Lorenzi - batteria, tamorra
- Her - violino
- Peppe Voltarelli, Esha Tizafy - cori